# Stephanie Sarley
Stephanie Sarley   (Berkeley, 21 de juny de 1988) és una artista multimèdia contemporània estatunidenca coneguda pel seu humor surrealista. Il·lustradora, gravadora i artista de vídeo, Sarley s’inspira en la "psicologia kink". És coneguda sobretot pels seus "vídeos d'art de la fruita", que van aparèixer a Instagram a partir de finals del 2015. A més, és coneguda per crear una sèrie de vagines amb temes florals i parlants conegudes com a "Orcunts" i "Monstres d'entrecuix". És l'autora del llibre per pintar per a adults Dick Dog and Friends. La seva obra ha estat exposada internacionalment.

## Primers anys de vida
Sarley va néixer a Berkeley, Califòrnia, i va créixer a la zona de la badia de San Francisco. Allà va ser criada per una família d'artistes que tendien a portar-la a museus de la zona de San Francisco per "dibuixar als mestres". El seu pare és un artista de storyboard a Hollywood i el seu avi també va participar en l'escena artística. La seva mare va dirigir "Women in Film", un festival de cinema. Sarley va estudiar i aprendre en arts clàssiques, i finalment va estudiar gravats al Laney College d'Oakland. Sarley sabia que volia ser artista quan tenia 11 anys. "Quan era jove, estudiava els mestres, però no em vaig adonar que els mestres només eren homes", va dir. "En aquell moment no tenia aquesta perspectiva".

## Obra d'art
Amb un bagatge format per aprenentatges tradicionals de belles arts com el gravat, l'escultura de pedra i el tatuatge, Sarley ha treballat professionalment com a artista durant gairebé una dècada. El 2013, Sarley va començar a treballar principalment en el mitjà digital.
Sarley és coneguda sobretot pels seus vídeos sobre fruites.
Se sap que Sarley representa la sexualitat de les dones a través de les seves obres d'art, específicament dels seus vídeos i fotografies de "porno alimentari". Sarley afirma: "El meu treball tracta de representar la feminitat crua a les arts". Quant a la retirada d'Instagram de la seva pàgina i fotos, Sarley ha afirmat que "Eliminar les meves fotos de les xarxes socials ha donat al meu art una dimensió addicional. S’ha convertit en una forma de protesta. " Sarley considera les vagines com" el centre de la vida "i creu que això no hauria de ser vist" com una amenaça, quelcom per censurar o explotar ".
En recordar la creació del seu primer vídeo de fruites, Sarley el va descriure com "un impuls primordial espontani". A mesura que la sèrie continuava, les pel·lícules van començar a inspirar innombrables copiadors.
L'obra de Sarley es reconeix millor per múltiples construccions il·lustratives. Alguns exemples són els "monstres d'entrecuix", les vulves antropomorfitzades, els "orcunts": part d'orquídies, part vaginas i els vídeos d'art de la fruita.
Les obres d'art de Sarley tracten qüestions relacionades amb el sexisme, la censura i l'empoderament de les dones.

## Publicacions
El 2013, Sarley va publicar el llibre per pintar per a adults Dick Dog And Friends, que s’havia distribuït a través de The Last Gasp.
Diverses publicacions han inclòs l'art de Sarley, incloent Hatezine, art Das Kunstmagazin, i Elle Brazil. L'art de Sarely també ha aparegut a la secció "munchies" de Vice Magazine.
El 2016 l'revista Artsy va reconèixer Sarley com una de les "8 dones que van convertir el menjar en art feminista".

## Recepció
Sarley ha estat conegut com el "patró dels dibuixos de la vagina". Els crítics han comparat la seva obra amb Gustav Courbet, Egon Schiele, Georgia O'Keeffe. Betty Tompkins, Andy Warhol i Joan Semmel. Els crítics d'art destacats han elogiat els seus vídeos, alguns els diuen "Genius", en format imprès i en línia.
El compte d'Instagram de Sarley s'ha desactivat diverses vegades per "contingut sexual explícit" sobre els seus vídeos de fruites. Sarley va lluitar amb els drets d'autor sobre els seus clips originals i va rebre comentaris negatius dels seguidors sobre la naturalesa explícita del seu treball. Després d'informar Instagram sobre això, la companyia va tancar el seu compte pel seu contingut "sexualment suggerent". El seu compte s'ha restaurat a causa de la pressió de la comunitat a Instagram.
Miley Cyrus va ser acusada de plagiar el treball de Sarley en vídeos promocionals del seu EP, She Is Coming. Els mitjans de comunicació van reconèixer que les promocions eren una còpia del "fruit porn" de Sarley. Tanmateix, Sarley no ha estat contactada per Cyrus ni per cap representant de Cyrus.

## Feminisme
Sarley creu que les dones "no han estat representades en les arts i ara només es normalitza". Sarley afirma que "[el seu] art desafia el gènere que limita els homes i les dones a què han de fer front".
Una de les recents exposicions col·lectives de Sarley al Museum Der Dinge de Berlín va incloure treballs que exploraven "el feminisme actual i com això es tradueix en sexualitat i agència personal".

## A la cultura popular
- La controvèrsia al voltant del seu Instagram va ser esmentat en la revisió setmanal de la revista Harper ' pel 15 de març de 2016.[15]
- L'art fruiter de Sarley va aparèixer en diversos programes de televisió francesos de Canal +, inclosa L'Émission d'Antoine.[16]
- Cosmopolitan va nomenar Sarley com un dels vint millors moments de vagina del 2016.
- Calvin Klein ha estat destacat per haver estat fortament influït pel treball de Sarley en una de les seves sèries publicitàries.
- La campanya de primavera / estiu de 2017 de Loewe, fotografiada per Steven Meisel, és reconeguda per l'estil de l'obra de Sarley.